# Prix Bilibili
Prix Bilibili är ett montélopp för femåriga hingstar och ston som äger rum i december på Hippodrome de Vincennes i Paris i Frankrike. Det är ett Grupp 1-lopp, man måste minst ha sprungit in 54 000 euro för att få starta.
Loppet rids över 2700 meter på stora banan på Vincennes, med voltstart. Den samlade prissumman är 200 000 euro, och 90 000 euro i första pris. Loppet är uppkallad efter monté specialisten Bilibili.
Vinnaren får en direktplats till Prix de Cornulier.

## Vinnare
| År   | Häst             | Efter          | Kusk                     | Tränare                 | Tid    |
| ---- | ---------------- | -------------- | ------------------------ | ----------------------- | ------ |
| 2024 | Jezabille Bie    | Dijon          | Paul-Philippe Ploquin    | Michel Izzo             | 1'11"7 |
| 2023 | Ina du Rib       | Uhlan du Val   | Jean-Loïc-Claude Dersoir | Joël Hallais            | 1'12"2 |
| 2022 | Hanna des Molles | Village Mystic | Alexandre Abrivard       | Laurent-Claude Abrivard | 1'11"9 |